# Maurice Blackburn (Komponist)
Joseph Albert Maurice Blackburn (* 22. Mai 1914 in Quebec City; † 29. März 1988) war ein kanadischer Komponist, Dirigent, Klanggestalter für Filme und Erbauer von Streichinstrumenten. Er ist bekannt für seine Soundtracks für Animationsfilme.

## Leben und Karriere
Blackburn war Absolvent der Université Laval und des New England Conservatory in Boston. 1940 gewann er den George-Allan-Preis.
Er war mit der Drehbuchautorin Marthe Morisset-Blackburn verheiratet und war der Vater der Science-Fiction-Autorin Esther Rochon.
Von 1942 bis 1978 arbeitete Blackburn als Filmkomponist für das National Film Board of Canada, wo er häufig mit Norman McLaren zusammenarbeitete. Gemeinsam entwickelten sie Techniken, Ton und Bild direkt auf Film zu bringen. Blackburn komponierte die Musik zu McLarens Animationsfilm Blinkity Blank (1954), der zwölf Preise gewann, darunter die Goldene Palme für Kurzfilme bei den Filmfestspielen von Cannes.
1969 schuf er den Animationsfilm Ciné-Crimé.
Er komponierte die Oper Une mesure de silence (1955), deren Libretto von seiner Frau Marthe geschrieben wurde.
1983 wurde ihm von der Regierung in Quebec der Albert-Tessier-Preis verliehen.

## Diskographie
- Filmusique-Filmopéra mit Yves Daoust (Analekta, AN 7005/06, 1996) (2 CD)[9]